# Лорі Локлін
Ло́рі Енн Локлін (англ. Lori Anne Loughlin — читається lok: lin ; народилася 28 липня 1964 року) — американська акторка, телепродюсерка та модель. Отримала широку популярність завдяки ролям у телевізійних серіалах: Ребекки Дональдсон-Катцополіс у «Full house», Ави Грегорі у «Вічному літі» (акторка є також однією з авторів шоу) і Деббі Вілсон у «90210: Нове покоління». З 2014 року знімається в серіалі Hallmark Channel «Коли кличе серце».

## Кар'єра
Почала кар'єру моделі в 12 років. З'явилася в численних рекламних роликах, а також національних каталогах, таких як «Sears» і «Bradlees». У 1979 році виконала першу помітну роль на телебаченні — чирлідерку в рекламі «TaB Cola».
У 15 років Локлін зіграла танцюристку Джоді Тревіс у мильній опері каналу «ABC», «На порозі ночі». Після трьох з половиною років роботи в шоу Локлін вирішила, що прийшов час отримати значно більші ролі в кіно і на телебаченні. Після невеликої ролі в ситкомі «Хто в домі бос?» виконала роль Ребекки Дональдсон у ситкомі «Full house» — спочатку її роль була незначною, але персонажка так полюбилася публіці, що незабаром акторка увійшла до основного акторського складу: незабаром Ребекка одружилася з Джессі і народила двох синів. Донині ця роль залишається головною в кар'єрі Локлін.
У 1987 році знялася в ролі доньки Аннетт Фанічелло і Френкі Авлон у комедії «Назад на пляж». Після закінчення шоу «Full house» виконала головну роль разом з Брюсом Кемпбеллом у картині «Лезо слави», реліз якого відбувся в 1997 році. У 2000 році знялася з Трітом Вільямсом у трилері «Критична маса».
Також були ролі другого плану в таких серіалах, як "Спін-Сіті", "Сайнфелд" і «Шоу Дрю Кері». Крім того, зіграла супергероїню Чорну канарку в шоу «Хижі птахи». Також була однією з претенденток на роль Сари Коннор у фільмі "Термінатор" (1984 року).
З 2004 по 2005 роки виконувала головну роль в мелодрамі «Вічне літо». Акторка також була співавторкою сценарію і творчинею шоу. За сюжетом її героїня Ава змушена дати притулок трьом племінникам після смерті сестри і її чоловіка. 11 липня 2005 року шоу скасували у зв'язку з низькими рейтингами. Зіграла головну роль в ситкомі «В екстреному випадку» з Девідом Аркеттом, а також з'явилася у фільмі «Переможниця», де головну роль виконувала Кей Панабейкер.
З 2008 по 2011 року грала роль Деббі Вілсон в основному складі шоу «90210: Нове покоління». 17 серпня 2008 року з'явилася в шоу «The Roast» каналу Comedy Central разом з Девідом Кольєром і Джоді Свитін. У 2010 році виконала головну роль в телевізійному фільмі «Познайомся з моєю мамою», прем'єра якого відбулася на каналі Hallmark у День матері.
У серпні 2010 року з'явилася на обкладинці журналу "H Mag", світлини були зроблені Джої Шоу.

## Особисте життя
Народилася в Квінзі, штат Ню-Йорк, США. Незабаром її сім'я переїхала на Лонг-Айленд, де вони жили спочатку на Оушенсайд — Лорі вчилася в третій початковій школі «Oaks Public» — а потім перебралися до Гопага, де вона закінчила старшу школу. Її предки — ірландці.
З 1989 по 1996 рік Локлін була одружена з Майклом Бернсом (англ. Michael Burns ) — сукню зі свого весілля акторка носила в кількох епізодах 4-го сезону «Full house».
У 1997 році Локлін одружилась з дизайнером Массімо Джіаналлі (англ. Mossimo Giannulli, народила двох дочок — Ізабеллу Роуз (16 вересня 1998) і Олівію Джейд (28 вересня 1999).

### Проблеми з законом
12 березня 2019 року Локлін та її чоловік стали одними з десятків людей, обвинувачених ФБР і прокуратурою США у великому загальнонаціональному скандалі про обман на вступних іспитах до коледжу. Зокрема, в обвинувальному висновку стверджувалося, що вона і її чоловік заплатили 500 000 доларів, нібито пожертвування фонду Key Worldwide, в замін на те, що приймальна комісія Університету Південної Каліфорнії внесе їх двох дочок до списку жіночої команди коледжу з веслування, що поліпшить їх шанси на вступ, коли фактично жодна з дівчат ніколи не займалася спортом і не збиралася цього робити.
13 березня 2019 року Локлін здалася органам федеральної влади в Лос-Анджелесі за свою передбачувану участь у схемі підкупу елітного коледжу на кілька мільйонів доларів. У своєму виступі у федеральному суді Лос-Анджелеса Локлін виплатила заставу у сумі 1 мільйон доларів. Вона з'являлася в суд у Бостоні.

## Фільмографія

### Кіно
| Кіно | Кіно                | Кіно                         | Кіно                                | Кіно                                     |
| Рік  | Назва               | В оригіналі                  | Роль                                | Примітки                                 |
| ---- | ------------------- | ---------------------------- | ----------------------------------- | ---------------------------------------- |
| 1983 | Амитивілль 3-D      | Amityville 3-D               | Сьюзі Бакстер                       |                                          |
| 1985 | Нові діти           | The New Kids                 | Еббі Макуільямс                     | альтернативна назва — Striking Back      |
| 1985 | Таємний шанувальник | Secret Admirer               | Тоні Вільямс                        | альтернативна назва — The Letter         |
| 1986 | Незломлений         | Rad                          | Крістіан                            |                                          |
| 1987 | Назад на пляж       | Back To The Beach            | Сенді                               | альтернативна назва — Malibu Beach Girls |
| 1988 | Минулої ночі        | The Night Before             | Тара Мітчелл                        |                                          |
| 1997 | Каспер: Початок     | Casper: A Spirited Beginning | Шелла Фістерграфф                   |                                          |
| 1999 | Хлопець, ти попався | Suckers                      | Донна ДеЛука                        |                                          |
| 2000 | Критична маса       | Critical Mass                | Джанін                              |                                          |
| 2007 | Фарс пінгвінів      | Farce Of The Penguins        | Цмокаючий Мелвін, пінгвін (озвучка) | відразу на відео                         |
| 2007 | Переможниця         | Moondance Alexander          | Гілс Александер                     |                                          |
| 2009 | Старі пси           | Old Dogs                     | Аманда                              |                                          |

| Телебачення                       | Телебачення                                        | Телебачення                                      | Телебачення                          | Телебачення                                                                 |
| Рік                               | Назва                                              | В оригіналі                                      | Роль                                 | Примітки                                                                    |
| --------------------------------- | -------------------------------------------------- | ------------------------------------------------ | ------------------------------------ | --------------------------------------------------------------------------- |
| 1971                              | Три моїх сина                                      | My Three Sons                                    | Венді                                | Епізод «The Sound Of Music»                                                 |
| 1971                              | Сім'я Сміт                                         | The Smith Family                                 |                                      | Епізод «Family Man»                                                         |
| 1979                              | Занадто далеко                                     | Too Far To Go                                    | Джуді Мейпл                          | Телевізійний фільм                                                          |
| 1980-1983                         | На порозі ночі                                     | The Edge Of Night                                | Джоді Тревіс                         |                                                                             |
| 1982                              | Метт Гаустон                                       | Matt Houston                                     | Сью                                  | Епізод «Shark Bait»                                                         |
| 1983                              | Том Свіфт і Лінда Крейг представляють: Час загадок | The Tom Swift & Linda Craig Mystery Hour         | Лінда Крейг                          | Пілотний епізод                                                             |
| 1985                              | Норт-бич та Роугайд                                | North Beach & Rawhide                            | Кенді Кссіді                         | Телевізійний фільм                                                          |
| тисяча дев'ятсот вісімдесят шість | Братство справедливості                            | Brotherhood Of Justice                           | Крісті                               | Телевізійний фільм                                                          |
| 1986, 1987                        | Зрівнювач                                          | The Equalizer                                    | Дженні Морроу                        | Епізоди «Prelude» і «First Light»                                           |
| 1986, 1988                        | Канікули на CBS: Спеціальний випуск                | CBS Schoolbreak Special                          | Келлі Саллі                          | Епізоди «Babies Having Babies» і «No Means No»                              |
| 1987                              | Мій будинок                                        | A Place To Call Home                             | Дженні Гевін                         | Телевізійний фільм                                                          |
| 1988                              | Історія з голлівудський пагорбів                   | Tales From The Hollywood Hills: The Old Reliable | Кей Корк                             | Телевізійний фільм                                                          |
| 1988                              | Літня сцена CBS                                    | CBS Summer Playhouse                             | Теммі                                | Епізод «Old Money»                                                          |
| 1988-1995                         | Повний будинок                                     | Full House                                       | Ребекка «Беки» Дональдсон-Катцополіс | 153 епізоду                                                                 |
| 1992                              | Загадкове життя в Америці                          | Inside America's Totally Unsolved Lifestyles     | «Another Look» Anchor                | Спец-програма                                                               |
| 1992                              | Життя на Мепл-драйв                                | Doing Time On Maple Drive                        | Еллісон                              | Телевізійний фільм                                                          |
| 1992                              | У гості до бабусі                                  | To Grandmother's House We Go                     | Win-O-Lotto Lottery Hostess          | Невідома роль                                                               |
| 1993                              | Порожня колиска                                    | Empty Cradle                                     | Джейн Морган                         | Телевізійний фільм                                                          |
| 1993                              | Незнайомець в дзеркалі                             | A Stranger In The Mirror                         | Джилл Касл                           | Телевізійний фільм                                                          |
| 1994                              | Один зі своїх                                      | One Of Her Own                                   | Тоні Строуд                          | Телевізійний фільм                                                          |
| 1995                              | Одинокий і оманливий                               | Abandoned & Deceived                             | Джеррі Дженсен                       | Телевізійний фільм                                                          |
| 1995-1996                         | Хадсон-стріт                                       | Hudson Street                                    | Мелані Кліффорд                      | 22 епізоду                                                                  |
| 1997                              | Блиск слави                                        | In The Line Of Duty: Blaze Of Glory              | Джилл Еріксон                        | Телевізійний фільм                                                          |
| 1997                              | Не треба таємниць                                  | Tell Me No Secrets                               | Джесс Костер                         | Телевізійний фільм                                                          |
| 1997                              | Раптова Сьюзан                                     | Suddenly Susan                                   | Пола Paula                           | Епізод «With Friends Like These»                                            |
| 1997                              | Ціна щастя                                         | The Price Of Heaven (Blessed Assurance)          | Леслі                                | Телевізійний фільм                                                          |
| 1997                              | Каспер: Початок                                    | Casper: A Spirited Beginning                     | Шейла Фістерграфф                    | Телевізійний фільм                                                          |
| 1997                              | Сайнфілд                                           | Seinfeld                                         | Петті                                | Епізод «The Serenity Now»                                                   |
| 1997                              | Операція «Медуза»                                  | Medusa's Child                                   | Доктор Лінда МакКой                  | Міні-серіал                                                                 |
| 2001                              | Прокляті                                           | Cursed                                           | Наталі Кіт                           | Епізод «… And Then They Tried To Make Some Rules»                           |
| 2001                              | Спін-Сіті                                          | Spin City                                        | Мишелль                              | Епізоди «Yet Another Stakeout», «Yeah Baby!» І «An Officer and a Gentleman» |
| 2002                              | Іствік                                             | Eastwick                                         | Сьюкі Ріджмонт                       | Пілотний епізод                                                             |
| 2002                              | Хижі птахи                                         | Birds Of Prey                                    | Керолін Ланс                         | Епзіод «Sins Of The Mother»                                                 |
| 2002                              | Шоу Дрю Кері                                       | The Drew Carey Show                              | Робін                                | Епізоди «Chemistry Schmemistry» і «The Dawn Patrol»                         |
| 2004                              | Ліга справедливості                                | Justice League Unlimited                         | Доктор Трейсі Сіммонс (озвучка)      | Епізод «The Greatest Story Never Told»                                      |
| 2004-2005                         | Вічне літо                                         | Summerland                                       | Ава Грегорі                          | 26 епізодів, основна роль                                                   |
| 2005                              | Місія ясновидіння                                  | 1-800-Missing                                    | Доктор Джой Гріббен                  | Епізоди "Anything For The Baby, Parts 1? 2 "                                |
| 2006                              | Джейк вчора, сьогодні, завтра                      | Jake In Progress                                 | Ліндсі                               | Епізод «The Two Jakes»                                                      |
| 2006                              | Та, що говорить з привидами                        | Ghost Whisperer                                  | Крістін Грін                         | Епізод «Demon Child»                                                        |
| 2007                              | У разі екстреної ситуації                          | In Case Of Emergency                             | Доктор Джоанна Люпон                 | 13 епізодів                                                                 |
| 2008-2011                         | 90210: Нове покоління                              | 90210                                            | Деббі Вілсон                         | 68 епізодів (основний склад)                                                |
| 2010                              | Познайомся з моєю мамою                            | Meet My Mom                                      | Дана Маршалл                         | Телевізійний фільм                                                          |

## Нагороди
- Daytime Emmy Award

1989: Номінація, «Outstanding Performer In A Children's Special» — «Канікули на CBS: Спеціальний випуск»
- PRISM Awards

2006: Перемога, «Best Performance In A Drama Series Storyline» — за " Вічне літо "
- TV Land Award

2004: Номінація, «Best Quintessential Non-Traditional Family» — за «Full house»
- Teen Choice Awards

2009: Номінація, «Choice TV Parental Unit» — за «90210: Нове покоління»
2010: Номінація, «Choice TV Parental Unit» — за «90210: Нове покоління»
- Young Artist Award

1983: Номінація, «Best Young Actress In The Daytime Series» — за «На краю ночі»
1987: Перемога, «Michael Landon Award» — «Канікули на CBS: Спеціальний випуск»